# Dominik Grancorve
Dominik Grancorve O.P. (Dubrovnik, ? – 20. rujna 1435.) bio je prelat Katoličke Crkve koji je služio kao biskup trebinjsko-mrkanski od 1425. do 1435.

## Životopis
Rodom je Dubrovčanin. Pripadao je Dominikanskom redu i bio je član samostana sv. Dominika. Zbog svoje učenosti i razboritosti uživao je u cijelom gradu osobit ugled. Vlada Dubrovačke Republike ga je 1416. godine poslala zbog nekih diplomatskih poslova ugarsko-hrvatskom kralju Žigmundu Luksemburškom.
Nakon smrti biskupa Ivana Muzarića, papa Martin V., imenuje ga, 4. srpnja 1425., biskupom trebinjsko-mrkanskim. Dubrovačka Republika mu je dala u posjed, 18. lipnja 1423., za uzdržavanje (mensa episcopalis) nenastanjeni otočić Veliki Školj u Moluntu koji je bio vrlo pogodan za ispašu stoke i ribolov.
Umro je 20. rujna 1435. godine.

### Knjige
- Krasić, Stjepan. 2023. Dubrovački dominikanci i Trebinjsko-mrkanska biskupija.   Puljić, Ivica; Marić, Marinko (ur.). Trebinjsko-mrkanska biskupija: Zbornik radova povodom obilježavanja 1000. obljetnice prvoga pisanog spomena Trebinjske biskupije i 700. obljetnice prvoga pisanog spomena Mrkanske biskupije. Trebinjsko-mrkanska biskupija. Mostar. str. 437–469
- Perić, Ratko. 2020. Kronotaksa trebinjsko-mrkanskih biskupa s nekim prijepornim pitanjima.   Krešić, Milenko (ur.). Trebinjsko-mrkanska biskupija za vrijeme posljednjeg biskupa ordinarija Nikole Ferića (1792.-1819.) i nakon njega. Teološko-katehetski institut u Mostaru. Mostar. str. 9–33

### Mrežna sjedišta
- Bishop Domenico da Ragusa, O.P. †. catholic-hierarchy.org (engleski). Pristupljeno 22. rujna 2022.

| Titule u Katoličkoj Crkvi | Titule u Katoličkoj Crkvi              | Titule u Katoličkoj Crkvi  |
| ------------------------- | -------------------------------------- | -------------------------- |
| prethodnik Ivan Muzarić   | Biskup trebinjsko-mrkanski 1425.–1435. | nasljednik Mihovil Natalis |